# Johann Jakob Sturzenegger

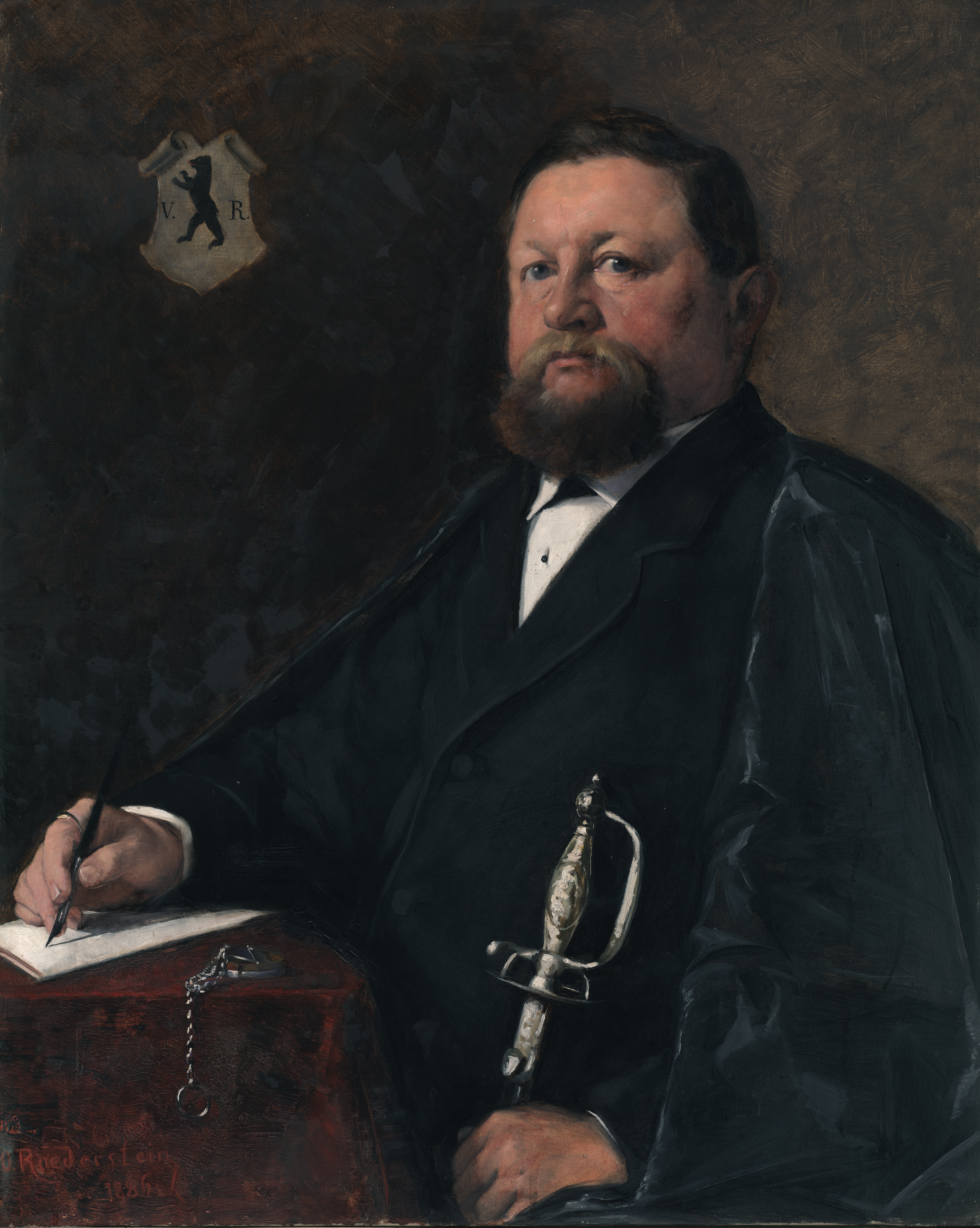
Johann Jakob Sturzenegger (1886)

Johann Jakob Sturzenegger (* 30. Dezember 1836 in Reute; † 16. Februar 1893 in St. Gallen; heimatberechtigt in Reute AR) war ein Schweizer Rideauxfabrikant, Kantonsrat, Regierungsrat und Nationalrat aus dem Kanton Appenzell Ausserrhoden.

## Leben
Johann Jakob Sturzenegger war ein Sohn von Johannes Sturzenegger, Rideauxfabrikant, Landwirt, Fuhrhalter sowie Gemeindehauptmann, und Anna Barbara Bänziger. Im Jahr 1861 heiratete er Johanna Barbara Sturzenegger, Tochter von Bartholome Sturzenegger. Von 1850 bis 1853 besuchte er die Kantonsschule Trogen. Im Jahr 1853 absolvierte er einen Studienaufenthalt in Grandson. Er trat 1854 ins väterliche  Rideauxfabrikationsgeschäft ein. Ab 1861 war er dessen Inhaber.
Von 1861 bis 1865 amtierte er als Ratsherr in Reute. Ab 1865 bis 1876 war er Gemeindehauptmann. Er gehörte von 1868 bis 1876 dem Ausserrhoder Grossrat an. Ab 1875 bis 1881 sass er im Revisionsrat. Er hatte das Amt des Oberrichters von 1876 bis 1878 inne. Ab 1878 bis 1889 amtierte er als Regierungs- und Kantonsrat. Von 1886 bis 1889 war er Landammann und Kantonsratspräsident. Ab 1883 bis 1893 sass er Nationalrat.
Der gemässigt liberale Sturzenegger gehörte in der Bundesversammlung zur Zentrumsfraktion. Im Nationalrat sass er in 24 Kommissionen. Von 1892 bis 1893 amtierte er als Konkursbeamter des Bezirks Vorderland. Sturzenegger war ab 1889 bis 1892 Mitglied der Kantonalbankverwaltung und Verwalter der Sparkasse Reute.